# Hylaeus hirticaudus
Hylaeus hirticaudus är en biart som beskrevs av Cockerell 1939. Hylaeus hirticaudus ingår i släktet citronbin, och familjen korttungebin. Inga underarter finns listade i Catalogue of Life.